# Aeromodelisme

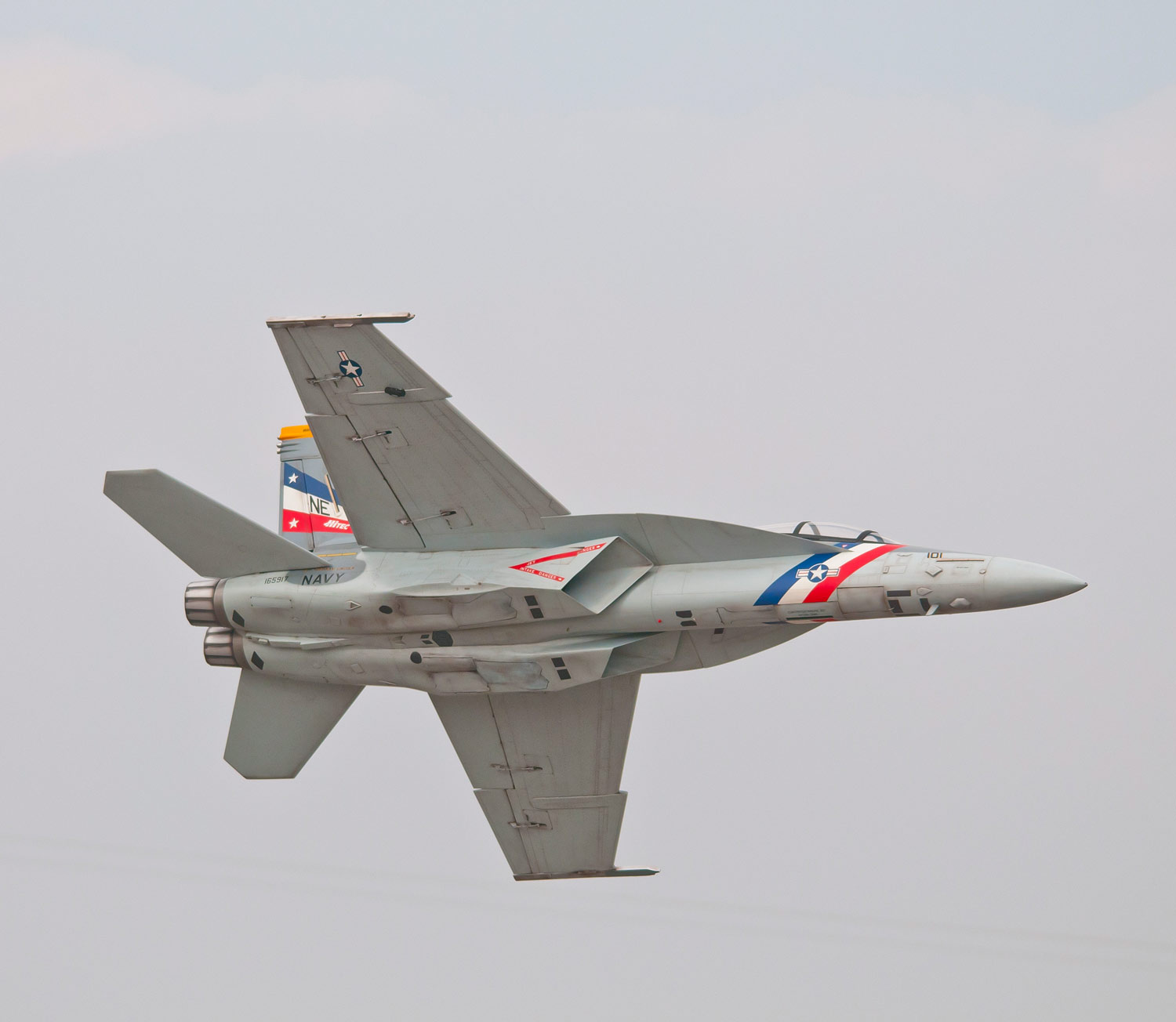
Reproducció a escala d'un F-18.

L'aeromodelisme és l'art de dissenyar, realitzar i posar en vol màquines o enginys volants proveïts o no de motor. Hi ha bàsicament tres disciplines: el vol lliure, el vol circular i el vol ràdio comandat.

## El vol lliure
Disciplina original de l'aeromodelisme, el vol lliure consisteix a realitzar un model que garanteixi vols llargs, sigui en vols d'interior o d'exterior. En el cas de vol d'exterior es tracta d'aprofitar al màxim els corrents ascendents d'aire (tèrmiques). El vol lliure es practica amb planejadors purs o amb models proveïts d'un mitjà de propulsió que els enlaire i col·loca en altitud. El joc consisteix a fer evolucionar els models lliures únicament sa partir de reglatges preestablerts abans del vol. D'ençà que el planejador és llençat a mà, amb un sandow, amb un cabrestant o amb motor, tèrmic o elèctric- el seu vol estarà limitat en el temps pels paràmetres preestablerts i per la meteorologia. Es tracta així de ser un bon constructor.

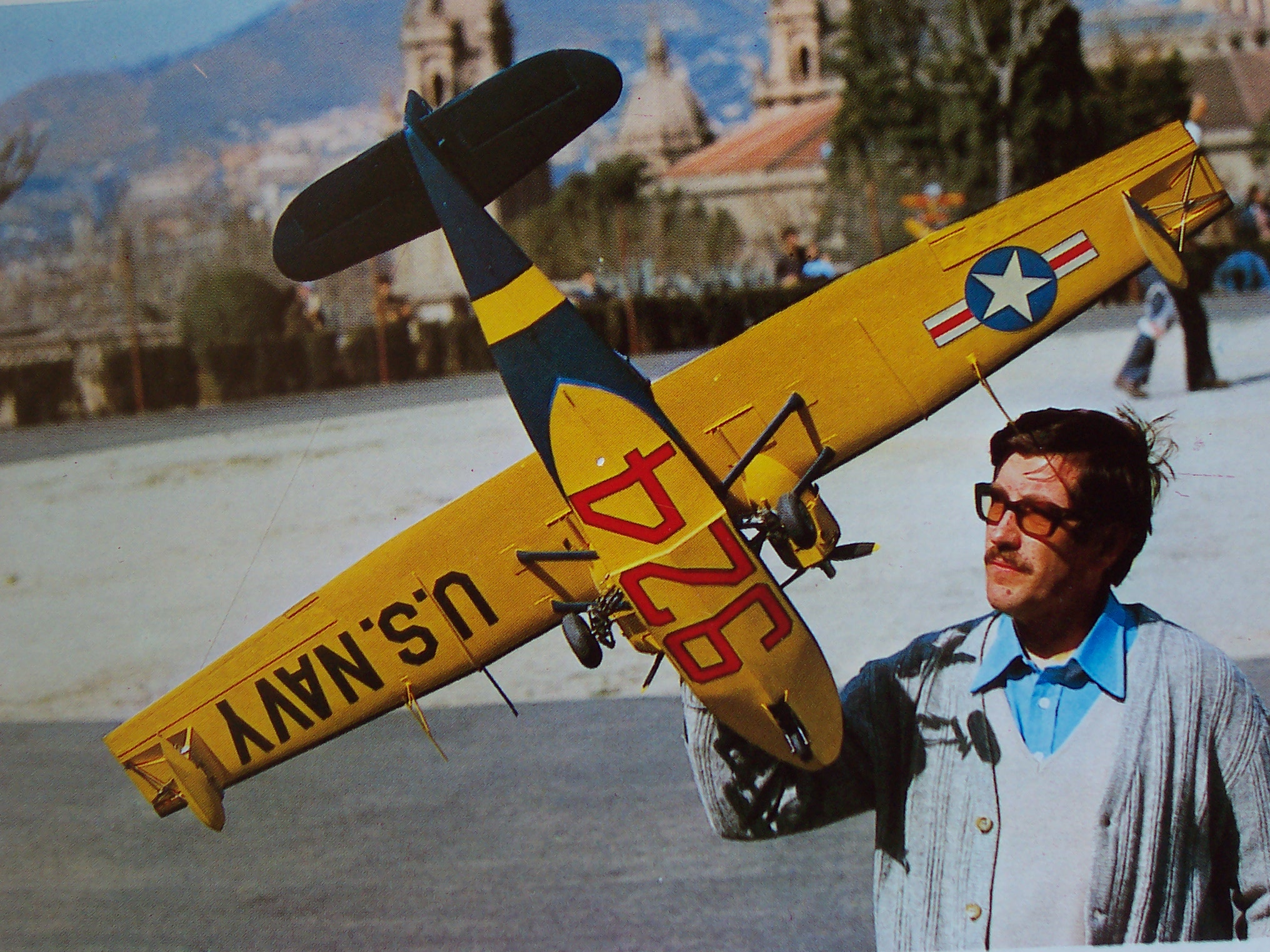
Consolidated PBY Catalina - Maqueta de vol circular feta pels germans Conill (Barcelona)

## El vol circular
En aquesta categoria els models proveïts de motor (tèrmic, per norma general) són controlats i pilotats amb dos cables d'acer de llargada determinada i una maneta que permet accionar a distància els controls de profunditat del model. L'acció de pujar o baixar farà evolucionar el model en un volum semiesfèric, centrat a sobre del pilot.
Per a aquest tipus de models hi ha tot un seguit de possibilitats:
- L'acrobàcia que consisteix a fer figures definides inscrites a la semiesfera.
- La velocitat consistent en fer voltes en un temps mínim. Les categories venen definides per la cilindrada del motor.
- El combat que es practica entre dos o més models proveïts d'unes banderoles. La competició consisteix a tallar la dels adversaris.
- El "Team-racing" o curses que consisteix a evolucionar amb diferents models i realitzar un nombre determinat de voltes en un lapsus de temps mínim, amb una capacitat determinada als dipòsits de combustible i reposant en acabar cada dipòsit. Es tracta d'una modalitat de treball en equip, format per un pilot i un mecànic; el mecànic s'encarregarà de l'abastiment i la posada en marxa del motor.

## El vol radiocomandat
Les possibilitats del vol ràdio comandat o ràdio controlat fan que sigui la disciplina més practicada en tot el món, sobretot després de l'abaratiment dels equips de control per ràdio, imprescindibles en aquesta modalitat.
Els models, muntats i construïts pels aeromodelistes, evolucionen gràcies a un equip emissor que, com indica el seu nom, emet senyals radioelèctrics a un receptor instal·lat en el model. El receptor, per la seva part, envia aquestes ordres als mecanismes ("servos") que actuen sobre els controls el model, permetent així al pilot fer evolucionar l'aparell segons els seus desitjos.
Aquesta modalitat dona accés a diferents tipus d'aeromodels: avions, planejadors, helicòpters, etc classificats en una gran quantitat de categories.